# Estació de Bufalà
Bufalà és un projecte d'estació de metro de la línia 1 del metro de Barcelona. Actualment està en estudi, i estarà equipada amb ascensors i escales mecàniques.
| Metro de Barcelona                 |                       |       |                       |                        |
| Procedència/Destinació             | <                     | Línia | >                     | Procedència/Destinació |
| Projectat                          |                       |       |                       |                        |
| El Prat Estació                    | Lloreda \| Sant Crist |       | Badalona Pompeu Fabra | Badalona Estació       |
| Font perllongament: PDI 2009-2018. |                       |       |                       |                        |